# 中國—亞美尼亞關係
中国—亞美尼亞關係，是指歷史上的中國和亞美尼亞（包括中华人民共和国和亞美尼亞共和国）之間的雙邊關係。根據中国官媒新华网的說法，中國和亞美尼亞两国的合作关系從2008年起稳定发展，各個领域的交流与合作不断深化，目前两国之間的经贸合作正在稳步发展；亞美尼亞前驻华大使阿尔缅·萨尔基相在接受人民网访谈時指两国关系的发展非常快，两国亦不存在政治上的分歧，是「非常友好的国家」，在很多国际组织上相互支持。

## 歷史

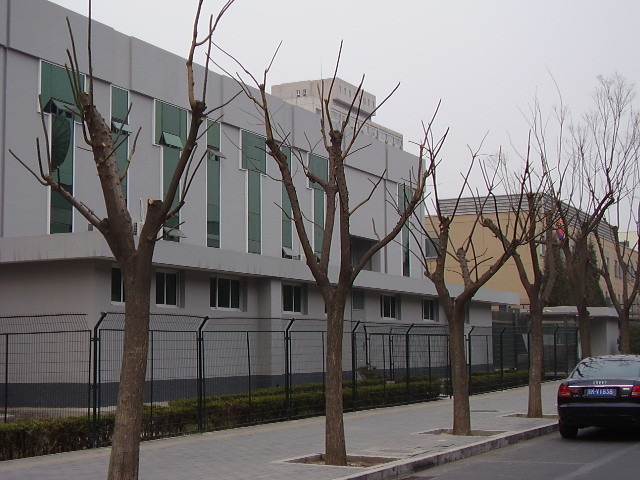
亞美尼亞駐北京大使館

中国和亚美尼亚之間的關係可追溯到約公元1000年後；亞美尼亞位於絲綢之路上，歷史學家相信這是两国人民交往的發源地。蒙古帝国的形成促使了兩國的交流，當時有大量亚美尼亚人被引到元朝时的中国，并在中国定居，形成亚美尼亚工匠和商人的集居区；1688年，英国东印度公司签订协议，給予亚美尼亚人在中国贸易的权利，亚美尼亚人充分利用协议，在上海和澳门定居，并开展水路贸易。一些古代的亚美尼亚文藝作品有中国艺术风格的成分，例如圣经读本內有麒麟、樣似鳳凰的鸟和樣似法轮的花环。
根據統計數據，超過6,000名亞美尼亞籍的蘇聯紅軍軍人在第二次世界大戰時來到中國東北地區，參與中國抗日戰爭。
中國於1991年12月27日正式承认亚美尼亚共和国為独立國家；1992年4月6日，中亞两国建立了大使级外交关系，中國並於同年7月在亚美尼亚首都葉里溫设立大使馆，亚美尼亚則在1996年於北京设大使馆。

## 經貿關係
中国从2009年起是亚美尼亚的第二大贸易伙伴。根据亚美尼亚提供的统计數據，兩國於2013年的双边贸易额为4.6亿美元，其中亚美尼亚到中国的出口额为7000万美元，中国到亚美尼亚的出口额則是3.9亿美元；中国出口到亚美尼亚的商品有通讯器材、電腦及部件、钢材、毛皮制品、家俱及备件等，而亚美尼亚出口到中国的商品有铜、酒类产品和钻石产品等。中国和亚美尼亚两国唯一的大型经贸合作项目是山西合成橡胶集团，此企业為两国的合资企业。
亞美尼亞駐華大使阿爾緬·薩爾基相指两国的地理位置比较遥远，此對經貿關係的发展带来了負面影响，他又說两国經貿關係的发展水平比友好的政治关系「稍微有些滞后」；两国設有经贸委员会，負責定期召开会议，商討解决两国经贸合作中出现的问题。

## 文化關係
中國和亞美尼亞两国有定期的文化交流机制，中国會舉行亚美尼亚文化日，亚美尼亚亦會舉行中国文化日；亚美尼亚人对中国文化十分有兴趣，會欣賞中國各類文藝演出。亚美尼亚國內設有孔子学院，名為亚美尼亚布留索夫国立语言大学孔子学院；而在中国的北京外国语大学等一些高等院校里，亦有教师教授亚美尼亚语。中國和亞美尼亞两国政府協定每年互派15名留学生到对方国家留学；但两国暂未签订相互承认学历的协议。
中國和亞美尼亞两国曾簽訂一些和農業或科研有關的双边合作协议，如《新疆-亚美尼亚名特优果树种植技术合作》、《中亚葡萄科技交流与合作》、《乙酸乙烯脂及其副产品研究》等。

## 旅行与签证

### 簽證

持中華人民共和國護照的中華人民共和國公民簽證要求分布圖：入境亞美尼亞可以免签证。

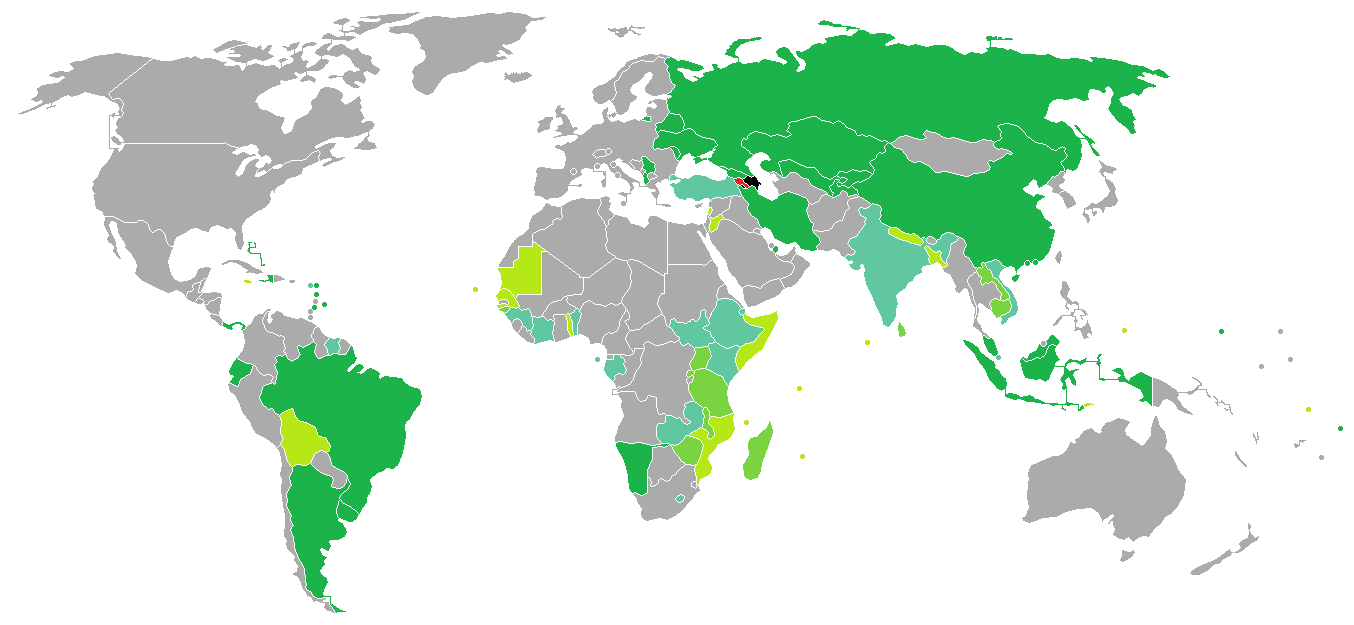
持亞美尼亞護照的亞美尼亞公民簽證要求分布圖：入境中華人民共和國可以免签证。

2019年，中华人民共和国和亚美尼亚签订普通护照互免签证协议，并于2020年1月19日生效，同年3月31日起，持中華人民共和國護照的中華人民共和國公民入境亞美尼亞可以免签证，每年最多停留180天。
持有亞美尼亞護照的亞美尼亞公民也可以免签证入境中国大陆，停留最多90天。

### 航空客運
兩國目前無直航班機，可经行，例如：
- 上海-浦东→莫斯科→埃里温

## 軍事關係

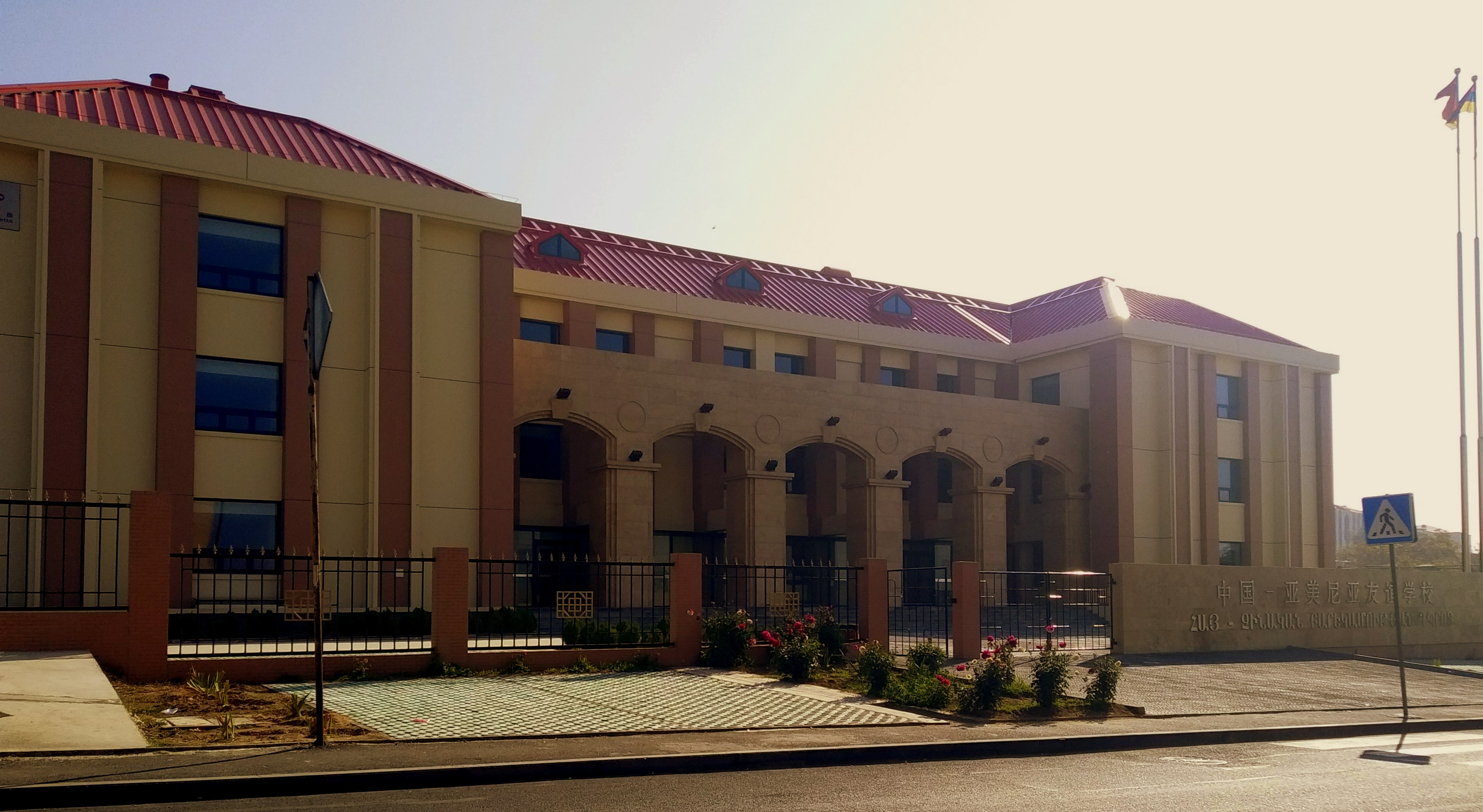
中国—亚美尼亚友谊学校

近几年來，中国和亚美尼亚兩國的军事关系不断加强。中華人民共和國國防部部長常萬全指，中國軍方和亞美尼亞軍保持友好的往來和務實的合作，中國軍方推动两军之間的关系稳定地发展；亞美尼亞國防部部長S·奧加尼揚則表示亞美尼亞視中國為可以信賴的好朋友、夥伴，並對近年來中國和亞美尼亞軍方關係的發展表示滿意，希望能推動兩軍在各個領域的合作。
2012年1月，中国和亚美尼亚曾签訂协议，该份协议被亚美尼亚国防部形容為两国关于军事合作的共识。2013年，亞美尼亞國防部表示中國將每年向亞美尼亞提供500萬人民幣的軍事援助；同年，S·奧加尼揚與中央軍委副主席許其亮和中華人民共和國國防部部長常萬全舉行會談。亚美尼亚在2013年向中国购买了射程可达80英里的火箭炮。

## 外部連結
- 中华人民共和国驻亚美尼亚共和国大使馆官方网站（简体中文）（俄文）
  - 中华人民共和国驻亚美尼亚共和国大使馆经济商务处官方网站（简体中文）
- 亚美尼亚驻華大使馆官方網站（英文）（亞美尼亞文）